# Ludwigsthal (Kreis Heiligenbeil)
Ludwigsthal war ein Ort im Kreis Heiligenbeil in Ostpreußen. Seine Ortsstelle befindet sich heute im Stadtkreis Laduschkin (Stadt Ludwigsort) in der russischen Oblast Kaliningrad (Gebiet Königsberg (Preußen)).

## Geographische Lage
Die Ortsstelle Ludwigsthal liegt im südlichen Westen der Oblast Kaliningrad, 17 Kilometer nordöstlich der früheren Kreisstadt Heiligenbeil (russisch Mamonowo) im Südwesten der Stadt Laduschkin (deutsch Ludwigsort).

## Geschichte
Über die Entstehung und Geschichte von Ludwigsthal ist wenig bekannt. Als kleiner Hof war er zu Beginn des 20. Jahrhunderts ein Teil des Nachbarorts Rippen (russisch Sowchosnoje). Rippen war bis 1929 Amtsdorf des gleichnamigen Amtsbezirks im ostpreußischen Kreis Heiligenbeil, danach zugehörig zum Amtsbezirk Ludwigsort (russisch Laduschkin). Vor 1945 zählte Rippen (seit 1929 „Landgemeinde“) vier Vorwerke: neben Ludwigsthal noch Julienhof (russisch Bolschedoroschnoje), Packerau (Jasnoje) und Wedderau.
Im Zusammenhang der Abtretung des gesamten nördlichen Ostpreußen 1945 in Kriegsfolge an die Sowjetunion, veränderte sich die Zugehörigkeit des Ortes Ludwigsthal: von der Gemeinde Rippen nun zu der Stadt Laduschkin (Ludwigsort), deren Vorstadt (russisch prigorod) es wurde. Ein russischer Nama allerdings ist nicht bekannt, so dass der Ort in der Stadt Laduschkin aufgegangen und damit offiziell untergegangen zu sein scheint. Nach wechselvollen Zugehörigkeiten gehört die Stadt Laduschkin jetzt zu dem nach ihr benannten Stadtkreis Laduschkin in der russischen Oblast Kaliningrad (Gebiet Königsberg (Preußen)).

## Religion
Ludwigsthal war bis 1945 in das Kirchspiel der evangelischen Kirche Pörschken (russisch Nowo-Moskowskoje) in der Kirchenprovinz Ostpreußen der Kirche der Altpreußischen Union eingegliedert.

## Verkehr
Die Ortsstelle von Ludwigsthal befindet sich heute im Südwesten von Laduschkin an der Ausfallstraße 27A-020 (ehemalige russische A 194, frühere deutsche Reichsstraße 1) in Richtung Mamonowo (Heiligenbeil). Die nächste Bahnstation ist Laduschkin an der Bahnstrecke Kaliningrad–Mamonowo (deutsch Königsberg–Heiligenbeil) der vormaligen Preußischen Ostbahn.